# 元智大學
元智大學（英語：Yuan Ze University，YZU）是一所位於臺灣桃園市的私立大學。該校前身為1989年創立的元智工學院，並於1997年升格大學。創辦人為遠東集團創辦人徐有庠，現任董事長為其子遠東企業董事長徐旭東。校址位於中壢區，不過校地大部分位於八德區境內。

## 歷史沿革

### 工學院時期
1987年元智工學院籌備處設立。

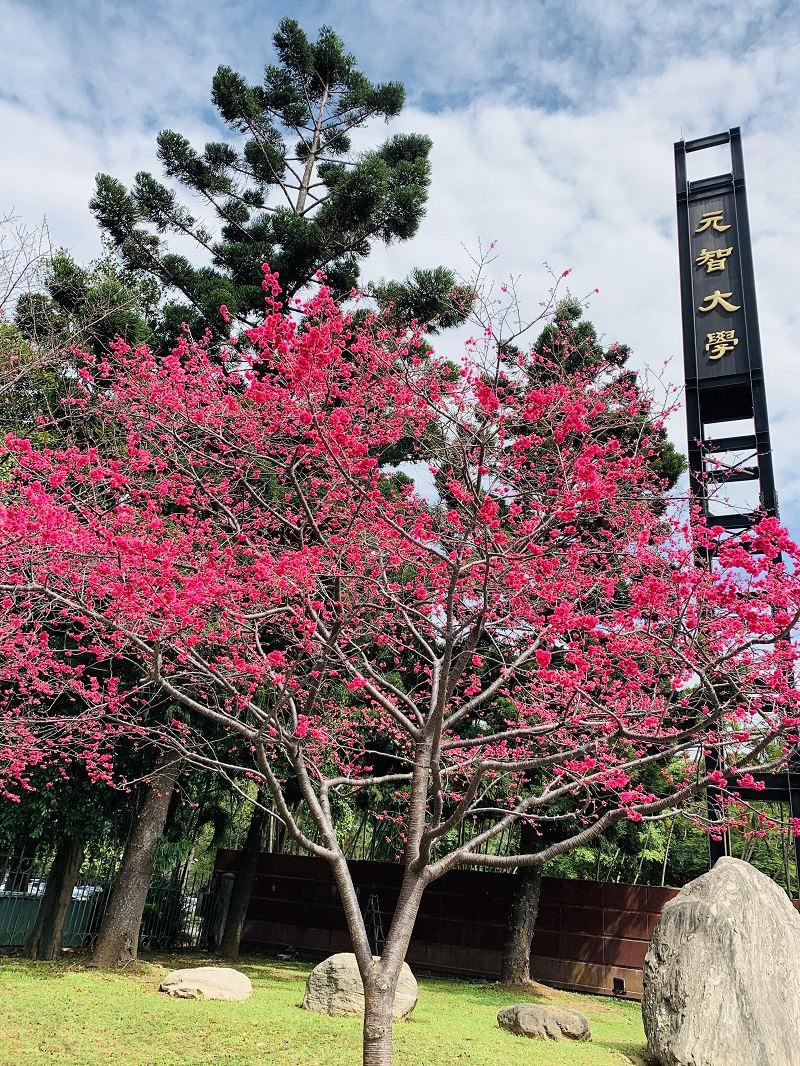
元智大學風之塔

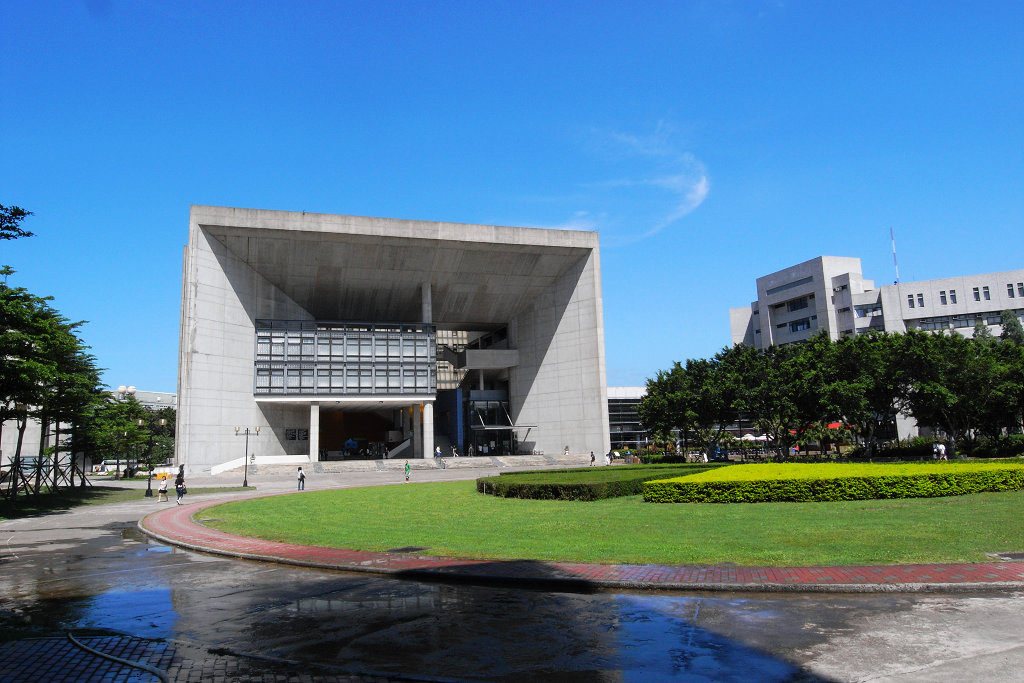
元智五館，人文社會學院

1989年元智工學院設立。成立化學工程學系、電機工程學系、機械工程學系、資訊工程學系與工業工程學系。
1990年增設化學工程學系碩士班、工業工程學系碩士班。
1991年增設機械工程學系碩士班、電機與資訊研究所碩士班。
1992年增設工業工程學系博士班
1993年增設管理研究所、企業管理學系、資訊管理學系。
1994年增設資訊傳播科技學系、財務金融學系。
1995年增設電機與資訊研究所博士班、國際企業學系、會計學系。管理研究所碩士班分設資訊管理組、企業管理組。
1996年增設機械工程學系博士班。增設二年制製造工程與管理技術學系、經營管理技術系與資訊管理技術系；9月，學生證資訊整合；12月，首創大專院校中學生選習課程之前置作業。資訊傳播科技學系改名資訊傳播學系。
1997年增設資訊社會學研究所碩士班、應用外語學系；同年7月，改名元智大學，設有工程學院、資訊學院、管理學院。

### 大學時期

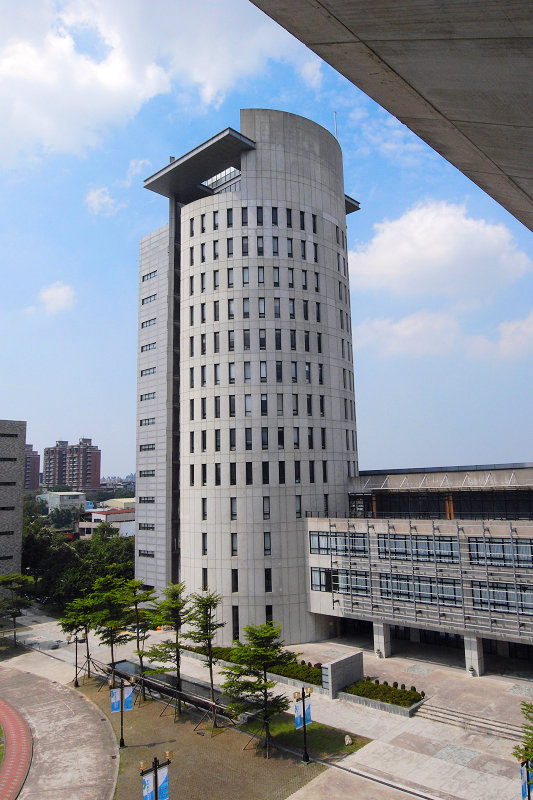
元智六館，管理學院

2020年增設醫學研究所。

## 歷任校長
| 任別 | 姓名   | 任期                       | 備註                       |
| ---- | ------ | -------------------------- | -------------------------- |
| 1    | 王國明 | 1989年~1999年              |                            |
| 2    | 詹世弘 | 1999年~2005年              |                            |
| 3    | 彭宗平 | 2005年~2012年              |                            |
| 4    | 張進福 | 2012年~2015年              | 前政務委員兼台灣省政府主席 |
| 代理 | 徐澤志 | 2015年~2016年1月31日       | 代理校長                   |
| 5    | 吳志揚 | 2016年2月1日~2022年1月31日 | 自國立中正大學退休後轉任   |
| 6    | 廖慶榮 | 2022年2月1日~現任          | 前國立台灣科技大學校長     |

## 學術單位
| 電機通訊學院 | 電機工程學系 甲組（原電機系） | 電機工程學系 丙組（原光電系） |
| 電機通訊學院 | 電機工程學系 乙組（原通訊系） | 電機通訊學院英語學士班        |

| 工程學院 | 機械工程學系       | 化學工程與材料科學學系     |
| 工程學院 | 工業工程與管理學系 | 生物科技與工程研究所       |
| 工程學院 | 工程學院英語學士班 | 淨零碳排永續發展學士後專班 |

| 管理學院 | 管理學院學士英語專班 | 管理學院學士班 主修國際企業管理 主修財務金融 主修會計 主修數位行銷與人力資源 |
| 管理學院 | 經營管理碩士班       | 財務金融暨會計碩士班                                                         |
| 管理學院 | EMBA管理碩士在職專班 | 管理學院博士班                                                               |

| 資訊學院 | 資訊管理學系       | 資訊工程學系               |
| 資訊學院 | 資訊傳播學系       | 生物與醫學資訊碩士學位學程 |
| 資訊學院 | 資訊學院英語學士班 |                            |

| 人文社會學院 | 應用外語學系                   | 中國語文學系                   |
| 人文社會學院 | 社會暨政策科學學系             | 藝術與設計學系暨藝術管理碩士班 |
| 人文社會學院 | 文化產業與文化政策博士學位學程 | 人文社會學院英語學士班         |

| 醫護學院 | 醫學研究所   | 護理學系 |
| 醫護學院 | 學士後醫學系 |          |

## 研究中心

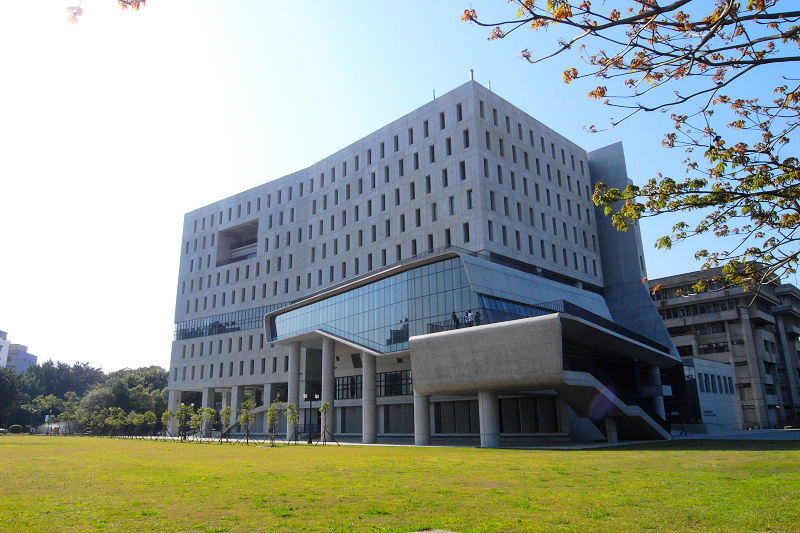
元智七館，遠東有庠通訊大樓

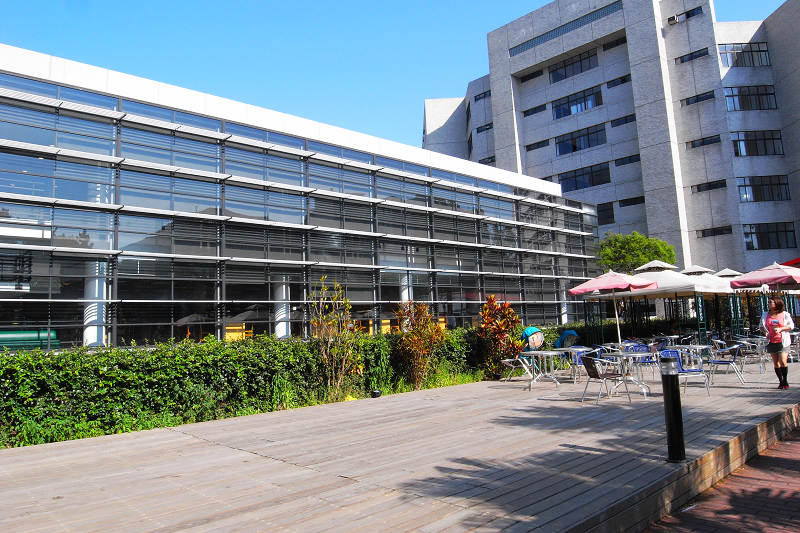
元智大學圖書館

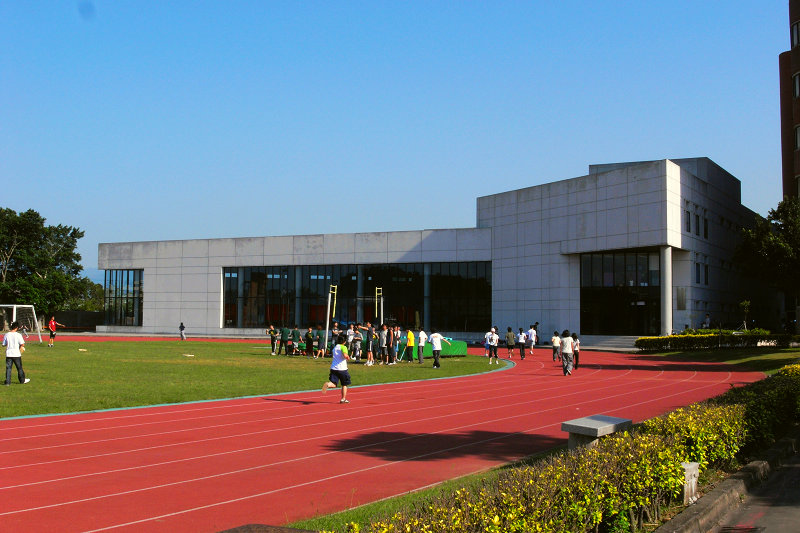
元智大學健康休閒中心

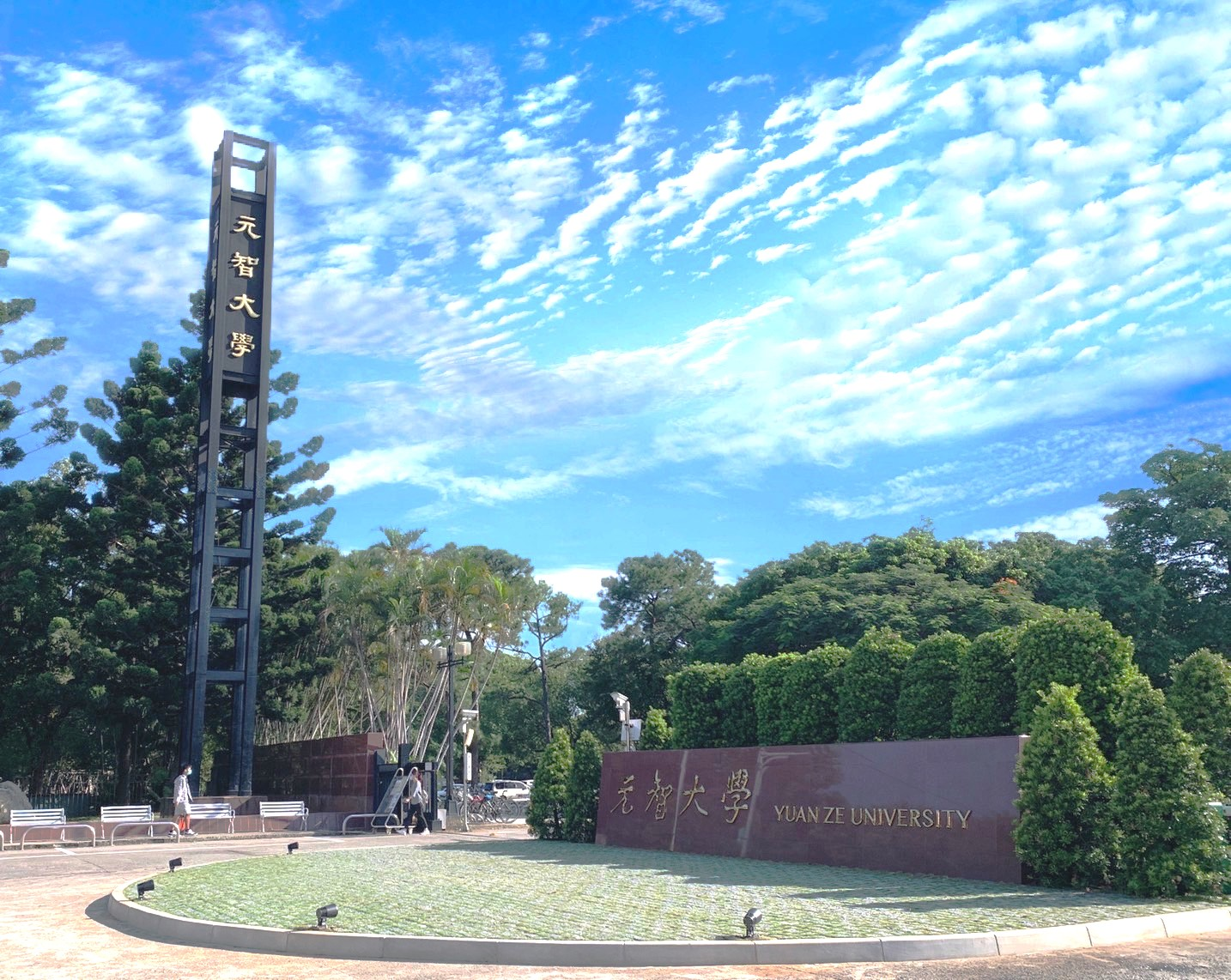
元智大學校門

| 研究中心 | 大數據與數位匯流創新中心 | 管理才能發展與研究中心     |
| 研究中心 | 燃料電池研究中心         | 環境科技研究中心           |
| 研究中心 | 老人福祉科技研究中心     | 知識服務與創新研究中心     |
| 研究中心 | 通訊研究中心             | 創新育成中心               |
| 研究中心 | 遠東R&D中心              | 智慧生產與管理創新研究中心 |

## 校園特色活動：元智壘球大聯盟
元智壘球大聯盟為元智大學內的壘球聯盟，英文名稱為Yuan Ze University Major League Softball（YZU_MLSB）。創立於西元2009年，由元智大學學生自發組織而成。以系為單位組隊參加，一個系所最多可報名一隊，球員資格僅限定元智大學在學學生。而歷年比賽至今，拿下最多次冠軍的隊伍為化材系。

#### 賽程
以一個聯盟為主，分為例行賽與季後賽。例行賽部份每一隊都會對戰一次，採積分制（勝場得3分、和局得2分、敗場得1分）取八強晉級季後賽，比較積分、得失分差、對戰成績、失分、得分。季賽前四名，季後賽享有後攻優勢，準決賽，則比較季賽名次，較佳者，後攻。季後賽賽程採單淘，總冠軍則為三戰兩勝。

## 元智大學學生會
依大學法 （页面存档备份，存于）第三十三條設置，為元智大學最高學生自治組織，採三權分立制度，下設學生行政中心（行政部門）、學生議會（立法部門）及學生評議會（評議司法部門）。學生會於2021年加入臺灣學生聯合會，成為該會之會員校。
元智大學學生會學生行政中心設有秘書部、學權法務部、公關行銷部、財政事務部、活動文化部及人力資源部。
| 屆次 | 會長   | 副會長 | 議長   | 副議長 | 任期                  |
| ---- | ------ | ------ | ------ | ------ | --------------------- |
| 28   | 楊宜臻 | 吳慧珊 |        |        | 2020.07.01-2021.06.30 |
| 29   | 劉曜維 | 康 琳  | 郭立城 | 邱柏瑞 | 2021.07.01-2022.06.30 |
| 30   | 劉曜維 | 程薇安 | 陳嵊凱 | 郭立城 | 2022.07.01-2023.01.30 |
| 30   | 劉曜維 | 程薇安 | 陳嵊凱 | 黃威誠 | 2023.01.31-2023.06.30 |
| 31   | 劉子揚 | 陳宥庭 | 魏嘉賢 | 許肇恩 | 2023.07.01-2024.06.30 |

## 歷年日間部師生比及新生註冊率
- 112學年度日間部學生人數8238，專任老師人數298，日間部師生比27.64（學生數/老師數）。

- 112學年度新生註冊率90.15%。
- 113學年度新生註冊率95.73%。

## 外部連結
- 官方网站
- 元智大學應外系 （页面存档备份，存于）